# شنا در بازی‌های آسیایی
شنا یکی از ورزش‌های بازی‌های آسیایی است که از سال ۱۹۵۱ تاکنون در این مسابقات برگزار میشود.

## بازی‌های آسیایی
| بازی‌ها | سال  | میزبان   | رویداد |
| ------ | ---- | -------- | ------ |
| I      | ۱۹۵۱ | دهلی نو  | ۸      |
| II     | ۱۹۵۴ | مانیل    | ۱۳     |
| III    | ۱۹۵۸ | توکیو    | ۲۱     |
| IV     | ۱۹۶۲ | جاکارتا  | ۲۱     |
| V      | ۱۹۶۶ | بانکوک   | ۲۳     |
| VI     | ۱۹۷۰ | بانکوک   | ۲۴     |
| VII    | ۱۹۷۴ | تهران    | ۲۵     |
| VIII   | ۱۹۷۸ | بانکوک   | ۲۹     |
| IX     | ۱۹۸۲ | دهلی نو  | ۲۹     |
| X      | ۱۹۸۶ | سئول     | ۲۹     |
| XI     | ۱۹۹۰ | پکن      | ۳۱     |
| XII    | ۱۹۹۴ | هیروشیما | ۳۱     |
| XIII   | ۱۹۹۸ | بانکوک   | ۳۲     |
| XIV    | ۲۰۰۲ | بوسان    | ۳۲     |
| XV     | ۲۰۰۶ | دوحه     | ۳۸     |
| XVI    | ۲۰۱۰ | گوانگ‌ژو  | ۳۸     |